# 葉山達也
葉山 達也（はやま たつや、9月27日 - ）は、日本の男性声優。カナダ出身。

## 経歴
2006年8月に開催されたAniplex presents Super Voice Auditionの合格者。
2008年1月15日、ボイス&ハートからホーリーピークに移籍。

## 人物
特技は料理、絵を描くこと。趣味は読書、散歩、写真。

## 出演作品

### テレビアニメ
2007年
- School Days（少年）
- みなみけ（2007年 - 2013年、南アキラ[6]、男子生徒、中学男子） - 4シリーズ

2008年
- あかね色に染まる坂（学生A）

### ドラマCD
- みなみけ おかえり（南アキラ）

### 音楽CD
- みなみけ きゃらくたーそんぐべすとあるばむ / 「妹らしくあれ 〜もうひとつのみなみけ〜」（長男、ナツキ、アキラ、冬馬）（2009年7月23日）